# 台灣索尼
台灣索尼股份有限公司（英語：Sony Taiwan Limted），是日本索尼公司在台灣的法人代表。曾稱「台灣新力國際股份有限公司」，2009年1月10日配合全球統一中文名政策更名為「台灣索尼股份有限公司」。

## 旗下部門
- 消費性電子行銷總部

原為新力索尼股份有限公司(Sony Electronics Marketing Taiwan)，成立於2000年4月，掌管Sony在台行銷消費性電子產品；2005年4月併入台灣新力國際，成為「台灣新力國際-消費性電子行銷總部」(TWMC)
- 廣播電視專業設備行銷部
- 應用零組件行銷總部
- 記錄媒體及能源行銷部
- 化學及相關產品行銷部
- 能源事業總部
- 生產設備系統行銷部
- 業務支援總部
- 創新LSI及Module設計研發中心
- 供應運籌管理中心

## 台灣索尼互動娛樂股份有限公司
台灣索尼互動娛樂股份有限公司（英語：Sony Interactive Entertainment Taiwan Limited），是日本索尼互動娛樂台灣分公司。
2000年12月6日，「香港商新力電腦娛樂有限公司台北代表人辦事處」成立。2002年7月24日，「香港商新力電腦娛樂有限公司台北分公司」成立。2007年11月27日，索尼電腦娛樂亞洲（Sony Computer Entertainment Asia）宣布將設立「台灣新力電腦娛樂股份有限公司」（Sony Computer Entertainment Taiwan Limted），並自本年12月1日統括台灣PlayStation業務。2009年1月10日，配合全球統一中文名政策，台灣電腦娛樂更名為「台灣電腦娛樂股份有限公司」。2016年4月1日，索尼電腦娛樂改為索尼互動娛樂，台灣索尼電腦娛樂更名為「台灣索尼互動娛樂股份有限公司」（Sony Interactive Entertainment Taiwan Limited）。

## 台灣索尼發展簡歷

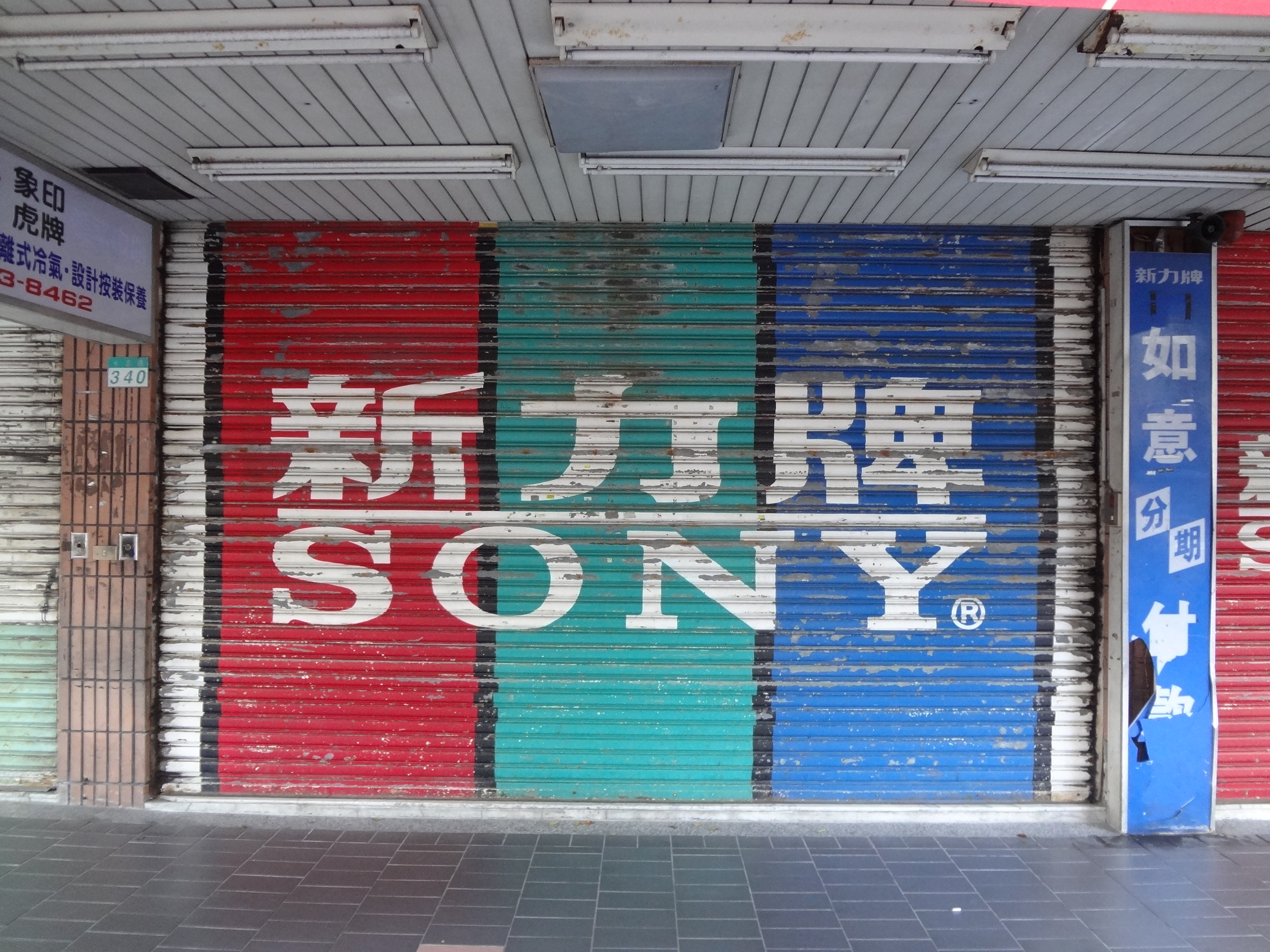
1990年代以前，新力股份有限公司家電經銷商鐵捲門彩繪格式

- 1967年 - 台灣「聲寶股份有限公司」（SAMPO）與Sony合資在台灣成立「新力股份有限公司」（Sony Industries Taiwan Co., Limited），為Sony家電產品台灣總代理。
- 1993年3月17日 - ，美國Sony Music在台灣設立「新力哥倫比亞音樂股份有限公司」（Sony Music Taiwan）。
- 2000年4月 - 日本Sony總部收回代理權，並整合所有Sony在台灣的關係企業資源，重新改組成立「台灣新力國際股份有限公司」（Sony Taiwan Limited）為Sony在台灣的法人代表，聲寶退出經營權，並將消費性電子部門獨立、與聲寶第二代陳盛泉旗下公司「富帝國際股份有限公司」（Nucom International Corporation）合資設立「新力索尼股份有限公司」。
- 2001年1月 - 新力索尼於臺北市西門町徒步區設立「Sony Digital Square」- 數位溝通中心 第一間直營店。
- 2001年8月 - 日本So-net在台灣設立「台灣索尼通訊網路股份有限公司」（Sony Network Taiwan Limited）。
- 2001年12月20日 - 瑞典Sony Ericsson在台灣設立「瑞典商台灣索尼愛立信行動通訊國際股份有限公司」（Sony Ericsson Taiwan）。
- 2002年1月 - 香港新力電腦娛樂發佈PS2在台灣銷售
- 2002年12月 - 新力索尼發佈與台灣索尼通訊網路合作設立「Dreamix」直營店
- 2002年12月 - 新力索尼發佈Clié在台灣銷售
- 2003年4月 - 新力索尼發佈VAIO在台灣銷售
- 2004年4月7日 - 新力索尼在台北101設立「Sony Style Taipei」第二間直營店。
- 2004年4月 - 舉行首次「SonyFair 04影音嘉年華」
- 2004年6月 - 台灣索尼通訊網路發佈在ADSL用戶量成長，成為台灣第三大網路服務供應商
- 2004年7月 - 美國索尼音樂娛樂與遊戲橘子合資，在台灣設立索尼線上娛樂（SOE）台灣辦事處。
- 2004年10月 - 台灣索尼通訊網路發佈：「Dreamix」直營體系更名「So-net Plaza」，轉型複合式概念店。
- 2004年12月 - 新力索尼發佈由藝人金城武代言台灣區VAIO全系列筆記型電腦。
- 2005年4月1日 - 新力索尼併入台灣新力國際，成為「台灣新力國際股份有限公司消費性電子產品行銷總部」。
- 2005年4月 - 舉行“SonyFair 2005影音嘉年華”
- 2005年5月 - 香港新力電腦娛樂發佈PSP在台灣銷售
- 2005年8月23日 - 前總裁安藤國威獲行政院院長謝長廷頒授行政院二等功績獎章，表揚他在總裁任內對台灣的友好與經濟貢獻
- 2006年1月1日 - 贊助台北101跨年倒數活動，台北101大樓出現「BRAVIA by Sony」字樣
- 2006年4月 - 擴大舉行「SonyFair@Taiwan 2006影音嘉年華」與「飆新力藝巨星演唱會」
- 2006年11月1日 - 香港新力電腦娛樂發佈，PS3在台灣及香港於2006年11月17日與美國同步上市
- 2006年11月17日 - 香港新力電腦娛樂在台北市西門町「Sony Digital Square」舉行PS3台灣首賣會，首批300台銷售一空
- 2006年12月29日 - 台灣新力國際在台北市太平洋崇光百貨復興館設立「Sony Style Taipei」第三間直營店
- 2007年1月1日 - 再次贊助台北101跨年倒數活動，台北101大樓出現「SONY BRAVIA」、「FULL HD 1080」字樣
- 2007年4月 - 舉行「SonyFair 2007影音嘉年華」
- 2007年4月 - 台北市西門町「Sony Digital Square」更名「Sony Style Taipei」
- 2007年4月19日 - 香港新力電腦娛樂台灣分公司與中華民國經濟部及日本音樂館技術合作，開發PS3交通模擬遊戲《Railfan 台灣高鐵》
- 2007年8月8日 - 台灣新力國際在台中港設立國際物流中心
- 2007年10月17日 - 香港新力電腦娛樂台灣分公司獨立為「台灣新力電腦娛樂股份有限公司」
- 2008年1月 -台灣索尼通訊網路更名為「台灣碩網網路娛樂股份有限公司」（So-net Entertainment Taiwan Limited）
- 2008年4月 - 舉行“SonyFair 2008影音娛樂公園”
- 2008年9月19日 - 台灣新力國際在高雄漢神巨蛋購物廣場設立「Sony Style Kaohsiung」第四間直營店
- 2009年1月10日 - 配合全球統一中文名政策，台灣新力國際更名為「台灣索尼股份有限公司」
- 2009年2月11日 - 配合全球統一中文名政策，台灣新力博德曼更名為「台灣索尼音樂娛樂股份有限公司」
- 2009年3月18日 - 日本So-net與中華電信共同發布簽署投資協議，中華電信參與台灣碩網現金增資新台幣6000萬元，中華電信取得台灣碩網30%股權。
- 2009年3月29日 - 台灣碩網發布旗下直營體系「So-net Plaza」轉型專注於光纖與ADSL業務，停止Sony消費性電子產品銷售服務。
- 2009年3月31日 - 配合全球統一中文名政策，台灣電腦娛樂更名為「台灣電腦娛樂股份有限公司」。
- 2020年5月5日，台灣索尼總部搬遷至台北市中山區中山北路二段42號5樓（台灣人壽中山大樓）。

## 外部連結
- 台灣索尼（繁體中文） （页面存档备份，存于）